# Пітер Паркер
Пітер Паркер (нар. 18 червня 1804 — пом. 10 січня 1888) — американський лікар і місіонер, який запровадив західні медичні методи в Китаї часів династії Цін, у місті Кантон. Казали, що Паркер «відкрив Євангеліє Китаю на вістрі ланцета».

## Раннє життя
Паркер народився у Фреймінггамі, штат Массачусетс, у 1804 році в православній конгрегаційній родині. Його батьки займались фермерством. Паркер здобув ступінь бакалавра в Єльському університеті у 1831 році та ступінь доктора медицини в Єльській медичній школі, яка тоді мала назву Медичний заклад Єльського коледжу, у 1834 році. У січні 1834 року закінчив теологічні студії в Єльському університеті та його посвятили у сан пресвітеріанського священника.

## Китай

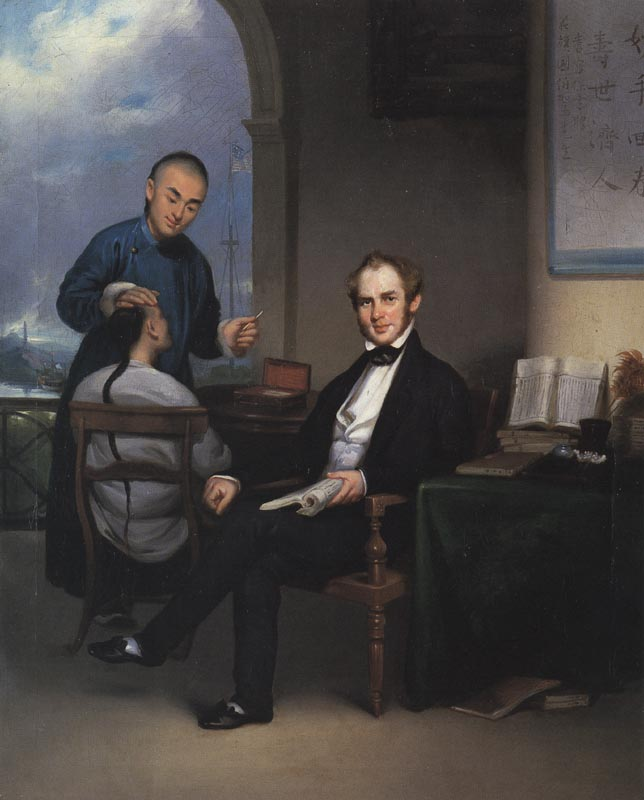
Портрет Паркера роботи Лам Куа

У лютому 1834 року Паркера (фонетизовано кантонською мовою: 伯駕) вирушив до Кантона, де став першим протестантським медичним місіонером повного дня в Китаї. У 1835 році відкрив у цьому місті офтальмологічну лікарню, яка згодом стала лікарнею Ґуанчжоу Бодзі (Кантонська лікарня). Паркер спеціалізувався на захворюваннях очей, включно з катарактою, а також видаляв пухлини. Паркер також представив західну анестезію у формі сірчаного ефіру.
Хоча лікарня була призначена, у першу чергу, для лікування очних захворювань, незабаром з'ясувалась неможливість виключення пацієнтів з іншими захворюваннями. За перший рік лікарня прийняла понад 2000 пацієнтів. Паркер часто проповідував пацієнтів і навчав кількох китайських студентів медицині та хірургії, деякі з яких досягли значних навичок.
Торговець Девід Оліфант з компанії Olyphant & Co. дозволив Паркеру використовувати один зі своїх складів як лікарню, «щоб пацієнти могли приходити та йти, не дратуючи іноземців, проходячи через їхні хонги, або не привертати увагу місцевих жителів, коли їх помічають в будинку іноземця».
У 1840 році, коли почалися військові дії між Англією та Китаєм, лікарню закрили, і Паркер повернувся до США. У цей період він познайомився з Гаррієт Колбі Вебстер і одружився з нею. Повернувшись до Китаю зі дружиною у 1842 році, він знову відкрив лікарню, і вона була переповнена, як і раніше. Він обіймав посаду президента Медичного місіонерського товариства Китаю після свого наставника Томаса Річардсона Колледжа. Джон Глазго Керр наслідував приклад Паркера у керуванні Лікарнею медичного місіонерського товариства.
У 1844 році Паркер працював головним перекладачем Калеба Кушинга під час переговорів про Вансяський договір з династією Цін. У 1845 році він став секретарем і перекладачем нового посольства США, продовжуючи підтримувати роботу лікарні. При відсутності дипломатичного представника Паркер виконував обов'язки тимчасового повіреного. У 1855 році, виявивши серйозне погіршення здоров'я, він знову повернувся до США.
Договір 1844 року передбачав, що його можна переглянути через 12 років, і у 1856 році президент Франклін Пірс послав Паркера до Китаю, щоб отримати більше поступок від династії Цін. Паркер зазнав невдачі у справі. Він працював на цій посаді, поки Пірс не залишив посаду. У 1857 році його здоров'я знову погіршилося, і він повернувся до США.

### Портрети Лам Куа
Перебуваючи в Китаї, Паркер познайомився з Лам Куа, китайським художником із західною освітою. Паркер доручив йому намалювати пацієнтів кантонської лікарні з великими пухлинами або іншими серйозними деформаціями. Деякі з картин є частиною колекції робіт Лама Куа, що зберігаються в колекції Пітера Паркера в медичній бібліотеці Гарві Кушинга/Джона Гея Вітні в Єльському університеті. Паркер залишив ці портрети кафедрі патології Єльської медичної школи, яка пізніше передала їх бібліотеці.

## США

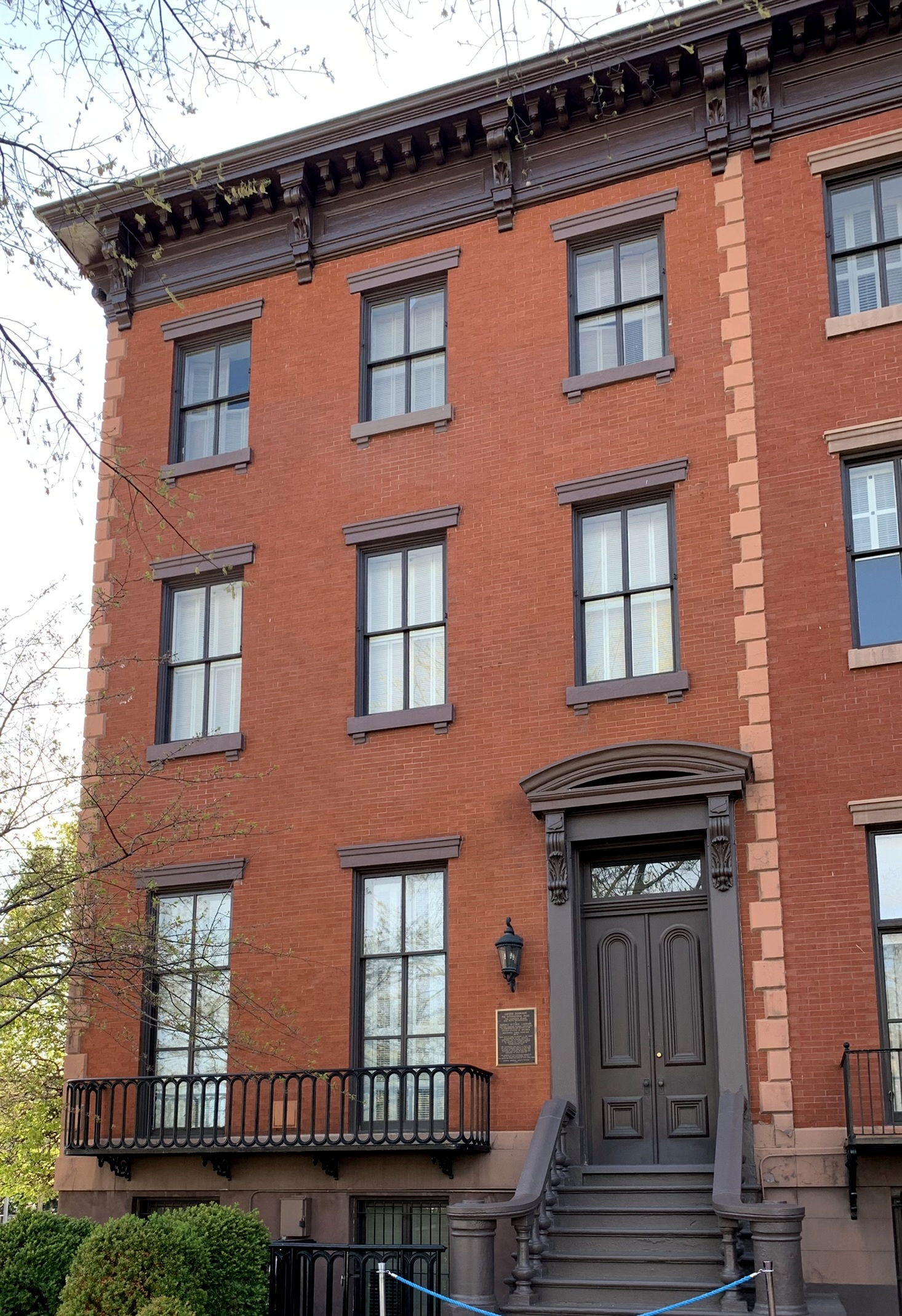
Колишня резиденція Паркера у Вашингтоні, округ Колумбія

Після його остаточного повернення до США у 1859 році у Паркера та Гаррієт народився син Пітер Паркер-молодший. У 1860-х роках подружжя переїхало до таунгаусу на площі Лафайєт, який сьогодні відомий як будинок Пітера Паркера. Звідси пара регулярно приймала відомих діячів у Вашингтоні, зокрема суддів Верховного суду, членів Конгресу та президента Авраама Лінкольна.
У 1868 році він став членом ради Смітсонівського інституту, корпоративним членом Американської ради уповноважених з іноземних місій у 1871 році, і був делегатом Євангельського альянсу в Росії у тому ж році для увічнення пам'яті царя Олександра II заради релігійної свободи в балтійських провінціях. У 1887 році він був президентом вашингтонського відділення Євангельського альянсу. Помер 10 січня 1888 року у Вашингтоні, округ Колумбія.

## Публікації
Серед його публікацій:
- Звіти офтальмологічної лікарні в Кантоні (Кантон, 1836–52)
- Журнал експедиції з Сінгапуру до Японії, звіт про його відвідування островів Лу Чу та Японії в 1837 році (Лондон, 1838)
- Заява про лікарні в Китаї (Лондон, 1841)
- Нотатки про хірургічну практику серед китайців (1846)
- Панегірик Генрі Вілсону (Вашингтон, округ Колумбія, 1880)

## Додаткова література
- George B. Stevens and W. Fisher Markwick. The Life, Letters, and Journals of the Rev. and Hon. Peter Parker, M.D. — Missionary, Physician, and Diplomatist. — The Father of Medical Missions and Founder of the Ophthalmic Hospital in Canton. Boston and Chicago: Congregational Sunday School and Publishing Society (1896).

- Edward V. Gulick. Peter Parker and the Opening of China. (Кембридж: Harvard University Press, Harvard Studies in American-East Asian Relations 3, 1973). ISBN 0-674-66326-8